# Генрі Маске
Генрі Маске (нім. Henry Maske; нар. 6 січня 1964, Троєнбрітцен, Бранденбург, Німеччина) — німецький боксер, олімпійський чемпіон 1988 року, чемпіон світу та Європи серед любителів. Чемпіон світу в напівважкій вазі за версією IBF (1993—1996).

## Аматорська кар'єра
На чемпіонаті Європи 1983 завоював бронзову медаль.
- В 1/8 фіналу переміг Гартмута Брандау (Австрія) — 5-0
- У чвертьфіналі переміг Іллю Ангелова (Болгарія) — 4-1
- У півфіналі програв Володимирові Мельнику (СРСР) — 1-4

На альтернативних Олімпійським іграм 1984 змаганнях Дружба-84 програв у першому бою Генрику Петричу (Польща).
На чемпіонаті Європи 1985 став чемпіоном.
- В 1/8 фіналу переміг Даміра Шкаро (Югославія) — 5-0
- У чвертьфіналі переміг Лофті Канбакіса (Туреччина) — 5-0
- У півфіналі переміг Дору Маріческу (Румунія) — 5-0
- У фіналі переміг Золтана Фюзесі (Угорщина) — 5-0

На чемпіонаті світу 1986 завоював срібну медаль.
- В 1/8 фіналу переміг Син Чун Соп (Південна Корея) — 3-2
- У чвертьфіналі переміг Філько Рущуклієва (Болгарія) — 5-0
- У півфіналі переміг Генрика Петрича (Польща) — 5-0
- У фіналі програв Даріну Аллену (США) — 1-4

На чемпіонаті Європи 1987 став чемпіоном.
- В 1/8 фіналу переміг Нусрета Редзепі (Югославія) — 5-0
- У чвертьфіналі переміг Шандора Хранека (Угорщина) — 5-0
- У півфіналі переміг Руслана Тарамова (СРСР) — 5-0
- У фіналі переміг Генрика Петрича (Польща) — 5-0

Олімпійські ігри 1988 
- 1/16 фіналу. Переміг Хелмана Палідже (Малаві) — 5-0
- 1/8 фіналу. Переміг Селло Мойела (Лесото) — Відмова
- 1/4 фіналу. Переміг Мікаеле Мастродонато (Італія) — 5-0
- 1/2 фіналу. Переміг Кріса Санде (Кенія) — 5-0
- Фінал. Переміг Егертона Маркуса (Канада) — 5-0

На чемпіонаті Європи 1989 став чемпіоном.
- В 1/8 фіналу переміг Браяна Ленца (Данія) — 5-0
- У чвертьфіналі переміг Ламмерта Брінка (Голландія) — AB 2
- У півфіналі переміг Андрія Курнявка (СРСР) — 5-0
- У фіналі переміг Міхала Франека (Чехословаччина) — 5-0

На чемпіонаті світу 1989 став чемпіоном.
- В 1/8 фіналу переміг Раймундо Суїко (Філіппіни) — 23-1
- У чвертьфіналі переміг Любомира Агова (Болгарія) — 12-5
- У півфіналі переміг Нурмагомеда Шанавазова (СРСР) — 9-6
- У фіналі переміг Пабло Ромеро (Куба) — 18-11

## Професійна кар'єра
1990 року дебютував на професійному рингу. 20 березня 1993 року в бою проти Чарльза Вільямса (США) завоював титул чемпіона світу IBF в напівважкій вазі і утримував його впродовж трьох років, провівши десять успішних захистів, зокрема проти Айрена Барклі (США), Егертона Маркуса (Канада) та двічі проти Граціано Роккіджані (Німеччина).

### Маске проти Гілла
Єдиної поразки в професійній кар'єрі Маске зазнав від американця Вірджила Гілла. На кону столи тутули чемпіона IBF, що належав Маске, та WBA, власником якого був Гілл. Цей бій був анонсований, як останній в кар'єрі німця. Він відбувся 23 листопада 1996 року, а перемогу розділеним рішенням суддів отримав Вірджил Гілл.
Але через десять років, 31 березня 2007 року відбувся матч-реванш між боксерами. Обом спортсменам на момент бою було 43 роки. Початок бою пройшов з перевагою американського боксера. Він вдало атакував свого противника-лівшу ударами зправа в корпус. Ближче до середини поєдинку Маске вирівняв бій. Він знайшов оптимальну дистанцію для атаки джебом та вдало контратакував. У восьмому раунді противники зіткнулися головами, в результаті чого Гілл отримав розсічення над лівим оком, а з Маске було знято одне очко. Згодом американець поміняв тактику та намагався потрясти суперника одним сильним ударом з дальньої дистанції, уникаючи розмінів. Маске в свою чергу спокійно перебоксував противника в останніх раундах. Судді одностайним рішенням оголосили перемогу німця: 116-113 та двічі 117-110.